# Лихолат, Владимир Фёдорович
Владимир Фёдорович Лихолат — советский хозяйственный, государственный и политический деятель, Герой Социалистического Труда.

## Биография
Родился в 1930 году в Днепропетровске. Член КПСС.
С 1946 года — на хозяйственной, общественной и политической работе. В 1946—1990 гг. — токарь, военнослужащий Советской Армии, токарь Днепропетровского комбайнового завода имени К. Е. Ворошилова Министерства тракторного и сельскохозяйственного машиностроения СССР.
Указом Президиума Верховного Совета СССР от 7 июня 1977 года присвоено звание Героя Социалистического Труда с вручением ордена Ленина и золотой медали «Серп и Молот».
Делегат XXV съезда КПСС.
Умер в Днепропетровске в 2004 году.